# Люк ван Гойвеген
Люк Бернард Марія Віллі ван Гойвеген (нід. Luc Bernard Maria Willy Van Hoyweghen, 1 січня 1929, Дендермонде — 30 червня 2013, там само) — бельгійський футболіст, що грав на позиції нападника, зокрема, за клуби «Дендермонде» та «Дарінг» (Брюссель).

## Клубна кар'єра
У футболі дебютував у віці 17 років виступами за команду «Спарта» (Аппельс).
1948 року перейшов до складу команди «Дендермонде», в якій провів п'ять сезонів. 
1953 року перейшов до клубу «Дарінг» (Брюссель), за який відіграв 8 сезонів.  Завершив професійну кар'єру футболіста виступами за команду «Дарінг» у 1961 році.

## Виступи за збірну
Був присутній в заявці збірної на чемпіонаті світу 1954 року у Швейцарії, але на поле не виходив.
Помер 30 червня 2013 року на 85-му році життя у місті Дендермонде.